# Tympanogaster tenax
Tympanogaster tenax är en skalbaggsart som beskrevs av Perkins 2006. Tympanogaster tenax ingår i släktet Tympanogaster och familjen vattenbrynsbaggar. Inga underarter finns listade i Catalogue of Life.